# Jean-Julien Savary
Pour les articles homonymes, voir Savary.
Jean-Julien Savary, né le 18 novembre 1753 à Vitré (Ille-et-Vilaine) et mort le 27 décembre 1839 à Paris, est un militaire et homme politique français.

## Biographie
Bien que né à Vitré, Jean-Julien-Marie Savary est considéré comme un Choletais d'adoption. Reçu avocat au parlement de Paris en 1780, précepteur aux Herbiers, il adopte les principes de la Révolution prenant une part très active aux guerres de Vendée. Il est président du tribunal de Cholet de 1790 à 1793.
Lorsque la guerre de Vendée éclate, Savary est capturé par les insurgés. En mars 1793, lors de la première bataille de Cholet, il échappe de peu à la mort grâce à la prière des habitants de Cholet puis parvient à s'évader. Il devient ensuite commissaire civil auprès de l'état-major des généraux Canclaux et Kléber, puis adjudant-général dans l'armée de l'Ouest et participe à la bataille de Savenay. Après la virée de Galerne, il est commandant de la place de Châteaubriant en 1794 et lutte contre les Chouans. 
Il se montre hostile aux massacres des colonnes infernales prévus par le plan de Turreau. À Nantes, il tente auprès de Carrier de sauver les enfants vendéens faits prisonniers notamment à la prison de l'Entrepôt des cafés.
Son œuvre mémorielle est dite par plusieurs historiens « se situer à la charnière du témoignage et de l'analyse, réussissant à combiner son expérience auprès du général Kléber avec les citations d'archives ».
Par la suite, il entame une carrière politique et siège au conseil des Cinq-Cents puis au conseil des Anciens. Il est sous-inspecteur aux revues pendant le Consulat et l'Empire. Il meurt le 27 décembre 1839 à Paris.

## Publications
- Jean Julien Michel Savary, Guerres des Vendéens et des Chouans contre la République française, Hachette Bnf, 1824-1827 (ISBN 9782012665361)[6].
- Jean Julien Michel Savary, Mon examen de conscience sur le 18 brumaire an 8 (9 novembre 1799), Hachette Bnf, 2016, 112 p. (ISBN 978-2011306487)[7].

## Distinctions
Jean-Julien-Marie Savary est fait chevalier de l'ordre royal de la Légion d'honneur, le 17 janvier 1805.